# Empoasca pretoriana
Empoasca pretoriana är en insektsart som beskrevs av Irena Dworakowska 1977. Empoasca pretoriana ingår i släktet Empoasca och familjen dvärgstritar. Inga underarter finns listade i Catalogue of Life.